# Führerbunker
Führerbunkerⓘ (niem., znaczenie dosłowne: „bunkier Wodza” lub „bunkier Führera”) – wspólna nazwa dla kompleksu dwóch schronów przeciwlotniczych pod Starą Kancelarią Rzeszy w Berlinie (Niemcy), gdzie Adolf Hitler spędził ostatnie tygodnie swego życia, a także miejsce, gdzie wraz z Evą Braun popełnił samobójstwo (zob. śmierć Hitlera). Führerbunker był ostatnim z miejsc pełniących rolę Führerhauptquartier – Głównej Kwatery Wodza.

## Historia i architektura
Tzw. bunkier Hitlera stanowiły w kwietniu 1945 dwa podstawowe obiekty:
- stary schron tzw. „bunkier przedni”, wybudowany pod wielkim hallem będącym salą recepcyjną tzw. Pałacu Radziwiłłowskiego – Starej Kancelarii Rzeszy w Berlinie przy Wilhelmstraße 77. Schron ten nie „wystawał” poza obrys fundamentu sali recepcyjnej pałacu.
- nowy schron tzw. „bunkier tylny” lub „bunkier Hitlera”, wybudowany pod ogrodami Kancelarii Rzeszy, patrząc od strony Pałacu Radziwiłłowskiego, za „bunkrem przednim” i głębiej od niego. Od strony Nowej Kancelarii Rzeszy, noszącej adres Voßstraße 6, obiekt ten znajdował się ok. 120 metrów na północny wschód, na głębokości według jednych źródeł ok. 8, innych zaś 17 metrów pod powierzchnią gruntu.

### Opis
Obydwa schrony wybudowane zostały w przybliżeniu na podobnym planie. Łączyła je klatka schodowa w kształcie graniastosłupa o podstawie kwadratu. Łączna powierzchnia użytkowa obu schronów wynosiła ok. 700 metrów kwadratowych. Każdy z nich mieścił od 12 do 18 pomieszczeń o wymiarach rzędu 3x4 metry. Niektóre z nich nie miały ścian działowych, co podwajało lub potrajało powierzchnię użytkową. Środkiem obu biegły przedzielone korytarze, a utworzone w ten sposób dodatkowe pomieszczenia o powierzchniach ok. 10-14 metrów kwadratowych każde, wykorzystywane były odpowiednio jako poczekalnia, świetlica-jadalnia lub sala odpraw.
Schron przedni powstał w roku 1936 w trakcie budowy nowej sali recepcyjnej Pałacu Radziwiłłowskiego, zachodzącej na zaplecze Ministerstwa Spraw Zagranicznych przy Wilhelmstraße 76.
Budowę schronu tylnego o kryptonimie „B207” zlecono w końcu kwietnia 1943 w ramach intensywnej rozbudowy systemu schronów przeciwlotniczych Berlina. Prace ziemne maskowano przed zwiadem lotniczym. Na miejsce budowy prowadziła wzdłuż budynku Nowej Kancelarii zamaskowana sztolnia, którą wyprowadzono na powierzchnię pod otaczającą cały ogród pergolą, tak, że wjazd znajdował się z daleka od miejsca właściwej budowy. Podstawa schrony miała obrys ok. 19,5 na 18,8 metrów. Grubość ścian zewnętrznych ok. 4,5 metra. Dwa rogi od strony przedniego schronu były ścięte pod kątem 45 stopni w celu odbicia ewentualnych fal uderzeniowych (prawdopodobnie pozostałe 2 narożniki też miały „skosy”, ale ta część schronu nie została po wojnie nigdy odsłonięta (?)). Grubość stropu rzędu 4 metrów żelbetu była wynikiem doświadczeń z bombardowań alianckich najcięższymi wówczas bombami. (Latem 1944 strop schronu Hitlera w FHQ Wolfsschanze wyłożono zbrojoną mieszanką betonową już na grubość rzędu 8 metrów). Oprócz pomieszczeń mieszkalnych, w obiekcie były także centrala telefoniczna z dalekopisem, urządzenia wentylacyjne i grzewcze, agregat z pompą wody z własnej studni, podręczny magazyn, ubikacje i łazienki. Obydwa wejścia schronu wyposażone były w śluzy gazowe.
Schron tylny z powierzchnią łączyły trzy trakty komunikacyjne;
- od strony Vorbunkra mający ok. 105 metrów długości tzw. „korytarz Kannenberga” (od nazwiska intendenta Hitlera) wiodący do piwnic pod wielką salą recepcyjną Starej Kancelarii,
- od strony schronu przedniego wejście z piwnic pod wielką salą recepcyjną w Starej Kancelarii,
- od strony ogrodów Kancelarii wyjście awaryjne prostopadłościenną klatką schodową o czterech biegach stopni.

Znajdujący się w schronie tylnym  gabinet Hitlera wyposażony był spartańsko: małe biurko, kanapa, stół i 3 fotele. Nad biurkiem wisiał owalny portret Fryderyka Wielkiego pędzla Antona Graffa. Kiedy trzeba było przejść przez gabinet należało odstawić fotele. Po lewej stronie gabinetu były drzwi do łazienki, po prawej do sypialni. Więcej luksusu miała Eva Braun, która posiadała do swojej wyłącznej dyspozycji garderobę. Naprzeciwko pomieszczeń Hitlera ulokowano kwaterę lekarzy Theo Morella i Ludwiga Stumpfeggera z dobrze wyposażonym gabinetem zabiegowym.
Ani „przedni” ani „tylny” schron nie były budowane z przeznaczeniem na FHQ. Były to dobrze wyposażone schrony przeciwlotnicze.

## Przebieg wydarzeń w 1945
- 16 stycznia po klęsce ofensywy w Ardenach Hitler wrócił do Berlina i zamieszkał w Kancelarii Rzeszy. Do marca mógł jeszcze regularnie spacerować z psem po ogrodach Kancelarii, ale później, ze względu na ostrzał Armii Czerwonej było to zbyt niebezpieczne, dlatego na czas bombardowania przebywał pod ziemią gdzie w ukrytym tam schronie wyposażonym we własne: zasilanie, źródło wody, żywność i inne niezbędne do życia materiały na kilka miesięcy, co umożliwiało względnie dostatnią egzystencję jego mieszkańców (czego nie mogli doświadczyć zwykli mieszkańcy Berlina w kwietniu 1945 roku). Śluza gazowa wyjścia ewakuacyjnego zaadaptowana została jako szatnia eskorty Führer-Begleit-Bataillon. Obok niej, w korytarzyku do szybu wentylacyjnego urządzony został kojec dla Blondi (psa Hitlera) oraz jej szczeniąt. Z biegiem czasu kolejne niewykorzystane pomieszczenia, takie jak izby medyczne czy korytarze adaptowane zostały na sale odpraw, stołówki, sypialnie lub poczekalnie. Utrapieniem mieszkańców schronu były nieprzystosowane do takiej liczby mieszkańców sanitariaty i wynikający z tej przyczyny trudny do opanowania, wszechobecny odór oraz natrętny szum systemu wentylacyjnego.
- 13 kwietnia Hitler podjął decyzję o pozostaniu w Berlinie.
- 15 kwietnia do Berlina przybyła Eva Braun.
- 16 kwietnia nastąpiło przełamanie frontu na Odrze.
- 20 kwietnia celebrowano urodziny Führera, który po raz przedostatni wyszedł na powierzchnię, gdzie w ogrodach Kancelarii pod okiem kamer i aparatów fotograficznych kroniki UFA udekorował młodocianych żołnierzy z Hitlerjugend. Armia Czerwona otoczyła Berlin.
- 21 kwietnia pierwsze radzieckie pociski uderzyły w Bramę Brandenburską, co spowodowało, że Hitler definitywnie przeprowadził się do schronu. Zamieszkali z nim; Eva Braun, Martin Bormann, lekarz prof. Theo Morell, kucharka dietetyczna Constanze Manziarly, ochrona RSD i eskorta FBB, personel techniczny bunkra; w tym mechanik-konserwator Johannes „Hans” Hentschel i SS-mann z LSSAH (niem. Leibstandarte-SS Adolf Hitler) – telefonista Rochus Misch. Hitler polecił niektórym ze swoich współpracowników w tym; osobistemu adiutantowi Schaubowi, lekarzowi Morellowi, kamerdynerowi Arndtowi, sekretarkom Schroeder i Wolf, opuszczenie bunkra i ucieczkę z Berlina. Niektórzy z nich otrzymali osobiste polecenia Führera, inni zostali po prostu odprawieni. Ze względu na panujący chaos rzeczywisty exodus nastąpił nazajutrz.
- 22 kwietnia Hitler powziął ostateczną decyzję o pozostaniu w Berlinie. Mimo okrążenia przez wojska radzieckie rozpoczął się trwający do 2 maja exodus mieszkańców schronu.
- 23 kwietnia przebywający w Bawarii Göring przekonany o bezsilności Hitlera, zwrócił się do niego o przekazanie władzy, co Hitler uznał za zdradę i nakazał uwięzienie Göringa. Na znak solidarności z Wodzem w obliczu „zdrady” do schronu przybyli Joseph Goebbels z żoną Magdą i sześciorgiem dzieci. Magda z dziećmi zajęła dwa pomieszczenia w przednim schronie, natomiast Joseph wprowadził się do pomieszczeń opuszczonych przez Morella.
- 24 kwietnia przebywający w Szlezwiku-Holsztynie Himmler rozpoczął potajemne rozmowy kapitulacyjne.
- 25 kwietnia ze schronu zniknął łącznik Himmlera przy Führerhauptquartier – Hermann Fegelein.

Churchill siedzi na zniszczonym krześle ze schronu Hitlera, lipiec 1945

- 26 kwietnia w związku z dymisją Göringa na żądanie Hitlera do schronu przybyli Robert Ritter von Greim (ranny) i Hanna Reitsch. Hitler mianował von Greima głównodowodzącym Luftwaffe.
- 27 kwietnia miało miejsce ciężkie bombardowanie Kancelarii. Berlin został całkowicie okrążony. Nocą odnaleziono i doprowadzono do schronu nieprzytomnie pijanego Fegeleina.
- 28 kwietnia do schronu dotarła informacja o zdradzie Himmlera, co skojarzono ze zniknięciem Fegeleina. Jego los stał się przesądzony. Został zdegradowany i bez sądu zastrzelony na zewnątrz schronu przez funkcjonariusza RSD. Robert Ritter von Greim i Hanna Reitsch zostali odesłani ze schronu. Hitler podyktował nocą Traudl Junge dwa testamenty; polityczny i prywatny. Po sporządzeniu 3 kopii Willy Johannmeier niezwłocznie wyniósł je z bunkra. Z tego też dnia pochodzi ostatnie znane zdjęcie Hitlera, zrobione podczas jego chwilowego wyjścia „na powierzchnię”[potrzebny przypis].

- 29 kwietnia nad ranem upewniwszy się, że Fegelein nie żyje, przed pośpiesznie zebranym audytorium Hitler poślubił Evę Braun. Świadkami byli Martin Bormann i Joseph Goebbels, a w przyjęciu weselnym wzięli udział: Goebbelsowie, Walter Hewel, Arthur Axmann, Gerda Christian, Heinz Linge, Otto Günsche, Constanze Manziarly. Wieczorem Hitler rozdał truciznę, a dla sprawdzenia jej skuteczności polecił otruć Blondi. Uczynił to dr Werner Haase przy pomocy tresera SS-manna Fritza Tornowa.
- 30 kwietnia nad ranem Hitler pożegnał specjalnie sprowadzone na tę okazję kobiety z obsługi Kancelarii, pielęgniarki z Voßbunker, kucharki i żony oficerów. W południe odbył codzienną naradę sytuacyjną. Wkrótce po godzinie 15:00, pozostawiając w „sali narad” (korytarzu przed gabinetem); Otto Günschego, Josepha Goebbelsa, Martina Bormanna, gen. Hansa Krebsa, gen. Wilhelma Burgdorfa i Artura Axmanna – jak się później okazało jedynych świadków zdarzenia – Adolf i Ewa Hitler udali się do swych „apartamentów”, gdzie w gabinecie Hitlera oboje popełnili samobójstwa. Wkrótce po tym, zgodnie z wolą Hitlera, ich ciała zostały spalone.
- 1 maja po godzinie 21:00 w ślady Hitlerów poszli Goebbelsowie, którzy po uprzednim otruciu swoich dzieci; według jednych źródeł popełnili samobójstwa, według innych Goebbels wpierw zastrzelił żonę, a później siebie, a według jeszcze innych zostali zastrzeleni lub dobici w ogrodach Kancelarii przez ochraniającego ich SS-manna Günthera Schwägermanna, który też wraz z innym SS-mannem Josefem Ochsem podjęli nieskuteczną próbę spalenia ciał Goebbelsów. Wkrótce potem, na polecenie gen. Wilhelma Mohnke, spanikowany Schwägermann i jego pomocnik Alfred Rach wylali kanister benzyny w gabinecie Hitlera, a następnie podpalili go. Pożar stłumił odcinając wentylację – Hentschel. Późnym wieczorem rozpoczęła się zorganizowana w sześć grup ucieczka mieszkańców i bywalców schronu Hitlera.
- 2 maja około południa kancelaria i schron penetrowane były przez różne jednostki sowieckie. Wkraczający do schronu Rosjanie, zastali tam oprócz Hentschla, kilkanaście ciał samobójców. Kilkadziesiąt ciał bądź ich fragmentów znajdowało się w okolicach wyjścia awaryjnego ze schronu w ogrodach Kancelarii. Ponoć wśród tych szczątków, radziecki Smiersz miał rzekomo znaleźć ciała Adolfa i Evy Hitlerów. Do wieczora ostatni uciekinierzy ze schronu przedostali się poza pierścień oblężenia, zostali pojmani lub poddali się Rosjanom albo popełnili samobójstwa.

## Powojenne losy schronu

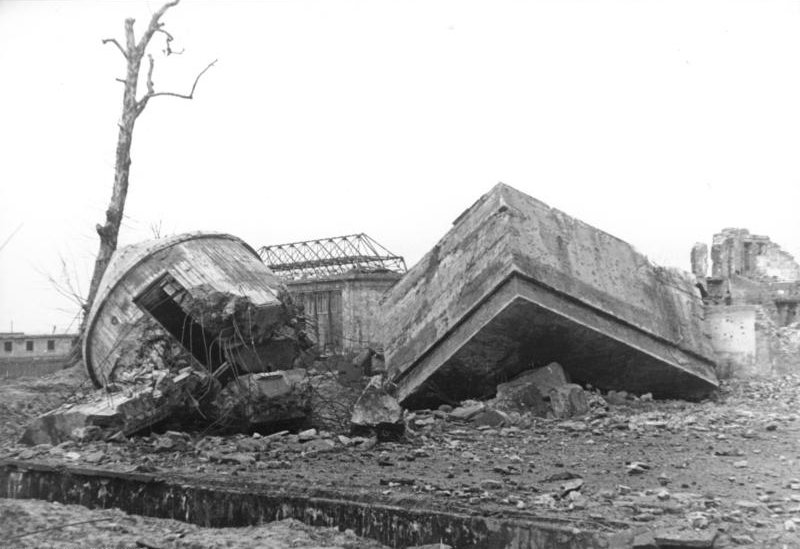
Schron po wysadzeniu w 1947 roku

Z czerwonego marmuru Sali Mozaikowej Kancelarii Rzeszy powstała elewacja stacji metra Mohrenstraße (niem. U-Bahn-Station Mohrenstraße), ten sam marmur i kremowy piaskowiec elewacji zewnętrznej został wykorzystany do budowy berlińskiego kompleksu „pomników wdzięczności Armii Radzieckiej” w Parku Treptow (niem. Ehrenmal am Treptower Park). W ten sposób do 1949 roku Kancelaria została zrównana z ziemią.
Pierwsza, zakończona jedynie złożeniem kilku ścianek działowych próba wysadzenia zalanego już kilkunastocentymetrowej grubości warstwą wody schronu, miała miejsce w 1947 roku. Do 1949 roku odstrzelono wieżyczkę wentylacyjną i budynek wyjścia awaryjnego i ponownie bezskutecznie usiłowano wysadzić schron. Całość przykryto dla niepoznaki ziemią. Ponowna bezskuteczna próba miała miejsce w 1959 roku.

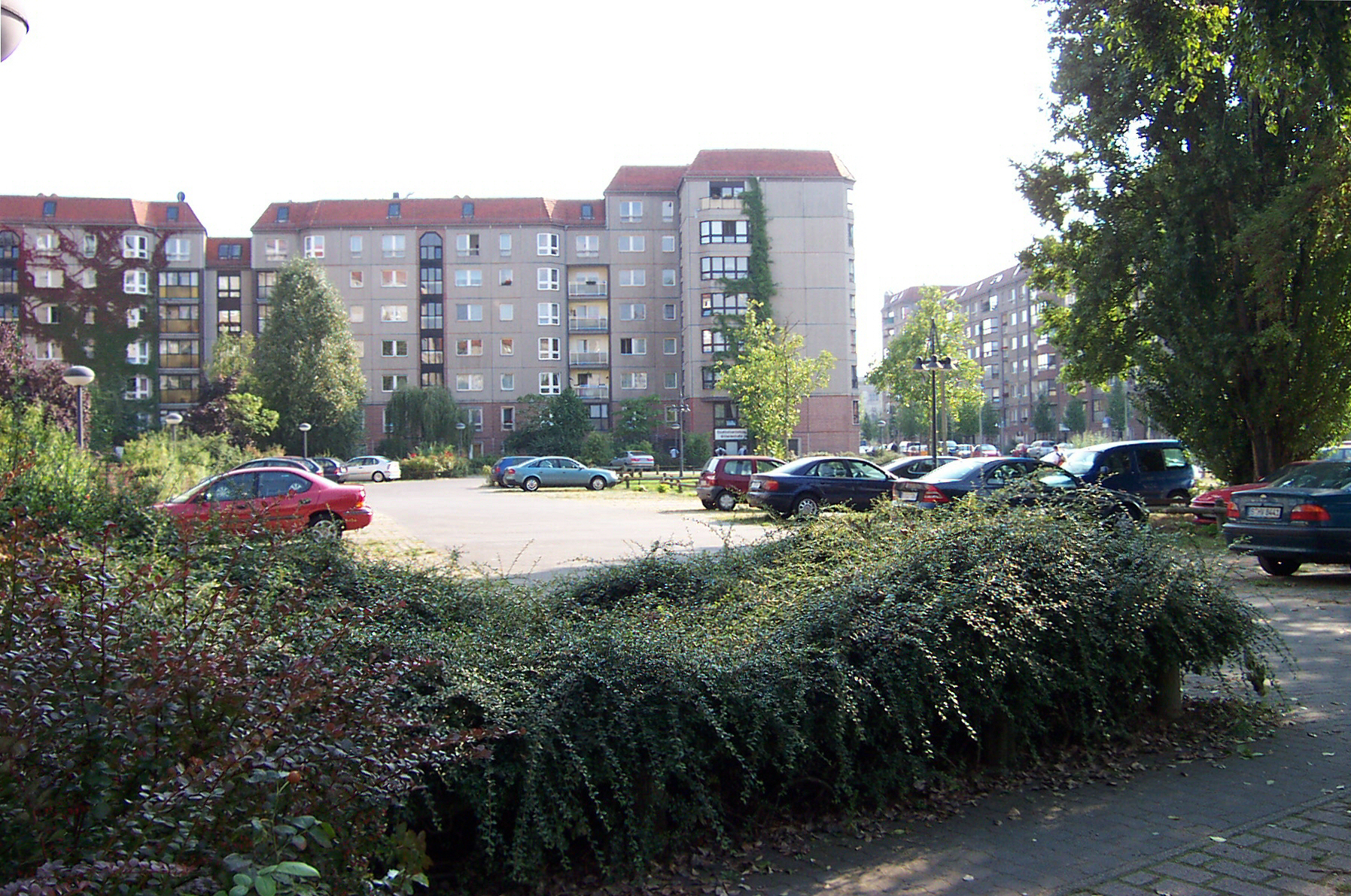
Osiedle nad schronem w 2005, parking pokrywa okolice wyjścia awaryjnego ze schronu

W końcu w 1989, na krótko przed zjednoczeniem Niemiec, w trakcie budowy osiedla mieszkaniowego ponownie odkryto schron i tym razem poważnie zniszczono jego pozostałości. Zachowały się zdjęcia wykonane przez Stasi w roku 1972 i 1988, na których widoczne są pojedyncze elementy wyposażenia schronu.
Według stanu na 2005 nic nie wskazuje na lokalizację schronu. Nad obiektem znajduje się mała chińska restauracja, a w miejscu wyjścia awaryjnego ze schronu jest parking samochodowy. W czerwcu 2006 u zbiegu In den Ministergärten i Gertrud-Kolmar-Straße trzy minuty spacerem od Potsdamer Platz w miejscu lokalizacji schronu zainstalowano tablicę informacyjną z jego planem.
Władze Niemiec unikają oznaczania historycznych miejsc związanych z III Rzeszą w obawie przed neonazizmem.

## Film i TV

### Fabularne
- Upadek (niem. Der Untergang) reż. Oliver Hirschbiegel prod. 2004, zrobiony z wielkim rozmachem, poprzez pryzmat naocznych świadków film, o ludziach i atmosferze w Führerbunker w ostatnich dniach wojny.
- Hitler: Ostatnich 10 dni (ang. Hitler: The Last Ten Days) reż. Ennio De Concini prod. 1973, w roli głównej Alec Guinness, oparta na powieści Hugh Trevor-Ropera kronika ostatnich 10 dni w bunkrze.
- Bunkier (ang. The Bunker) reż. George Schaefer prod. 1981 w roli głównej Anthony Hopkins portret Hitlera, film telewizyjny, nagrodzony nagrodą Emmy.

### Dokumentalne
- Adolf Hitler’s Last Days, serial BBC Secrets of World War II odtwarza ostatnie dni Hitlera.
- The World at War, (1974) serial Thames Television zawierający mnóstwo informacji o Hitlerze i III Rzeszy w tym wywiad z Traudl Junge o wszystkim i o schronie.
- Unsolved History: Hitler’s Bunker, (2002), serial Discovery Channel próba rekonstrukcji schronu I konfrontacja z pozostałościami po 50 latach. Wersję polską emituje Discovery Historia (Niewyjaśnione historie – Bunkier Hitlera).